# 藤の木 (広島市)
イトーピア五日市藤の木（イトーピアいつかいちふじのき）は、広島県広島市佐伯区にある団地。後年にひろしま西風新都計画に組み込まれた。
郵便番号は、731-5103。当地域の人口は4,500人。

## 歴史
1986年（昭和61年）- 藤の木団地の分譲開始。
1990年（平成2年）4月1日 - 藤の木二丁目に広島市立藤の木小学校が設立。
1999年（平成11年）6月29日 - 豪雨の影響で下河内地区で土砂災害が発生。

## 公園一覧
- 藤の木北第一公園
- 藤の木北第二公園（児童公園）
- 藤の木北第三公園
- 藤の木北第四公園
- 藤の木南第一公園（近隣公園）
- 藤の木南第二公園
- 藤の木南第三公園
- 藤の木南第四公園
- 藤の木南第五公園

## 住所
- 広島県広島市佐伯区藤の木一丁目
- 広島県広島市佐伯区藤の木二丁目
- 広島県広島市佐伯区藤の木三丁目
- 広島県広島市佐伯区藤の木四丁目

## 交通

### バス停留所
- 野登呂橋
- 藤の木団地入口
- 藤の木一丁目集会所前
- 近隣公園前
- 児童公園前
- 藤の木団地（終点）

### 道路
藤の木団地の河内地区方面に県道41号線（湯来・湯の山温泉街道）があり、古野バイパス南口の信号がある。

## 公共施設

### 小学校
- 広島市立藤の木小学校

### 私立幼稚園
- 藤の木幼稚園

### その他施設
- 広島市藤の木公民館